# Pablo Centrone
Pablo Enrique Centrone Perello (* 10. November 1957 in Buenos Aires) ist ein ehemaliger argentinisch-italienischer Fußballspieler und -trainer.

## Leben

### Spieler
Der gebürtige Argentinier Centrone stand während seiner aktiven Laufbahn meistens bei argentinischen Vereinen unter Vertrag, bei denen er jedoch stets nur kurzfristige Engagements mit einer Laufzeit von bis zu maximal zwei Jahren hatte. Seine längste Station war beim italienischen Verein Gela Calcio, für den er von 1982 bis 1986 tätig war.

### Trainer
Als Trainer arbeitete Centrone meistens in Mexiko sowie im zentralamerikanischen Raum, vorwiegend in Guatemala. In Argentinien war er dagegen nur beim großen Racing Club sowie bei seinem ehemaligen Verein Chacarita Juniors im Einsatz.